# Дуду Сеаренсе
Алешандро Силва де Соуза (порт. Alexandro Silva de Sousa; Форталеза, 15. април 1983), познатији као Дуду Сеаренсе (порт. Dudu Cearense), бивши је бразилски фудбалер.

## Каријера
Током каријере је играо за ЦСКА Москва, Олимпијакос и многе друге клубове.

## Репрезентација
За репрезентацију Бразила дебитовао је 2004. године. За тај тим је одиграо 11 утакмица.

## Статистика
| Бразил | Бразил  | Бразил |
| Година | Наступи | Голови |
| ------ | ------- | ------ |
| 2004.  | 4       | 0      |
| 2005.  | 0       | 0      |
| 2006.  | 5       | 0      |
| 2007.  | 2       | 0      |
| Укупно | 11      | 0      |